# Malesherbia
Genre
Classification APG III (2009)
Sous-famille
Genre
Malesherbia est un genre de plantes à fleurs dicotylédones, considérée traditionnellement comme le seul genre de la famille des Malesherbiaceae, mais la classification APG II (2003) l'assigne, optionnellement, à la famille Passifloraceae
Il comprend environ 27 espèces.
Ce sont des plantes herbacées, ou semi-ligneuses, souvent très velues, à odeur fétide, que l'on retrouve dans les Andes, en Amérique du Sud, du Pérou jusqu'au Chili.

## Liste d'espèces
Selon NCBI (25 juil. 2010) :
- Malesherbia angustisecta
- Malesherbia ardens
- Malesherbia arequipensis
- Malesherbia auristipulata
- Malesherbia campanulata
- Malesherbia densiflora
- Malesherbia deserticola
- Malesherbia fasciculata
- Malesherbia haemantha
- Malesherbia humilis
- Malesherbia lactea
- Malesherbia lanceolata
- Malesherbia linearifolia
- Malesherbia lirana
- Malesherbia obtusa
- Malesherbia paniculata
- Malesherbia rugosa
- Malesherbia scarlatiflora
- Malesherbia splendens
- Malesherbia tenuifolia
- Malesherbia tocopillana
- Malesherbia tubulosa
- Malesherbia turbinea
- Malesherbia weberbaueri

## Publication originale
- Burnett, Outlines Bot. 750, 1092, 1129. (1835).